# Agelanthus terminaliae
Agelanthus terminaliae là một loài thực vật có hoa trong họ Loranthaceae. Loài này được Polhill & Wiens (Engl. & Gilg) mô tả khoa học đầu tiên năm 1992.